# یاووزلی
یاووزلی (به ترکی استانبولی: Yavuzeli، به کردی: Cîngîfe) یک منطقهٔ مسکونی در ترکیه است که در استان غازی عینتاب واقع شده‌است. یاووزلی ۶۵۰ متر بالاتر از سطح دریا واقع شده‌است.